# آمي مالي هيكس
آمي مالي هيكس (بالإنجليزية: Ami Mali Hicks)‏ هي كاتِبة وسفرجات وفنانة أمريكية، ولدت في 1867 في بروكلين في الولايات المتحدة، وتوفيت في 1954 في Free Acres, New Jersey ‏ في الولايات المتحدة.